# Allograpta decemmaculata
Allograpta decemmaculata är en tvåvingeart som först beskrevs av Camillo Rondani 1863.  Allograpta decemmaculata ingår i släktet Allograpta och familjen blomflugor. Inga underarter finns listade i Catalogue of Life.